# Zeenat Parveen
Zeenat Parveen (* 20. Oktober 1974) ist eine ehemalige pakistanische Leichtathletin, die sich auf das Kugelstoßen spezialisiert hat.

## Sportliche Laufbahn
Erste internationale Erfahrungen sammelte Zeenat Parveen vermutlich im Jahr 2002, als sie bei den Commonwealth Games in Manchester mit einer Weite von 11,92 m in der Qualifikationsrunde ausschied. Im Jahr darauf belegte sie bei den Asienmeisterschaften in Manila mit 12,05 m den neunten Platz und 2004 gelangte sie bei den erstmals ausgetragenen Hallenasienmeisterschaften in Teheran mit 13,48 m auf den fünften Platz. 2005 wurde sie bei den Hallenasienspielen in Bangkok mit 14,03 m Vierte und im Jahr darauf gewann sie bei den Südasienspielen in Colombo mit 14,07 m die Bronzemedaille hinter der Inderin Saroj Sihag und Nadeeka Muthunayeke aus Sri Lanka. 2008 belegte sie bei den Hallenasienmeisterschaften in Doha mit 13,03 m den vierten Platz und 2017 wurde sie bei den Asian Indoor & Martial Arts Games in Aşgabat mit 12,34 m Siebte und beendete daraufhin ihre aktive sportliche Karriere im Alter von 43 Jahren.
In den Jahren 2009 und von 2011 bis 2013 wurde Parveen pakistanische Meisterin im Kugelstoßen.

## Persönliche Bestleistungen
- Kugelstoßen: 14,07 m, 24. August 2006 in Colombo
  - Kugelstoßen (Halle): 14,04 m, 25. September 2005 in Teheran (pakistanischer Rekord)